# 甘延壽
甘延壽，字君況，西漢北地郡郁郅縣（今屬甘肅省慶城縣）人。甘延壽年輕時由於是清白人家的子弟，又善於騎射，故而受選拔為羽林軍的騎士，在投石、拔距等軍事訓練中，成績大幅超越周圍的同僚，還曾經翻越過羽林軍營房的亭樓，身手矯捷又孔武有力，因此被擢升為郎官，其後他又通過徒手搏鬥的測驗，成為期門郎，憑藉自身的才能勇氣得到皇帝的寵幸。甘露元年，甘延壽以期門郎的身分與謁者竺次作為副使，護送馮嫽西行前往烏孫，冊立元貴靡為大昆彌，烏就屠為小昆彌，賜予二者印綬。
甘延壽逐漸升遷至遼東郡太守，後被罷免官職，在車騎將軍許嘉的推薦下，甘延壽擔任郎中諫大夫，作為都護騎都衛出使西域。建昭三年，甘延壽和副校尉陈汤矯詔發兵，共同率領軍隊遠征郅支城，在郅支围城战中大敗康居、匈奴聯軍，斬獲郅支單于的首級。甘延壽與陳湯班師回朝後，汉元帝讚許他們立下的功勳，本想加官晉爵，但此前中书令石顯曾打算把姐姐嫁給甘延壽，卻被其拒絕，且丞相匡衡、御史大夫繁延寿也厭惡二人假託皇帝詔命行事，因此皆反對給予他們封賞，後來在宗室刘向的支持下，漢元帝這才封甘延壽為義成侯，食邑三百戶，加賜黃金一百斤，任命他為长水校尉。
河平四年甘延壽去世，谥号「壯」，其封國傳承到曾孫甘相時，因王莽的新朝政權覆滅，甘相於建武四年被兵士所殺，封國斷絕。

## 評價
- 張鷟：期門騎士，五營驍健之夫，羽林孤兒，六郡良家之子。既兼都尉，實號岩郎。甘延壽之武勇，傅介子之趫捷。如貔獷烈，莫與之爭，如鶡衝飛，死而無退[5]。
- 黃震：郅支叛漢斬其使，驕慢而暴，湯發諸國兵與延壽伐之未為生事，但矯制成功不可以訓[6]。

## 延伸閱讀
[在维基数据编辑]
 《漢書·卷070》，出自班固《漢書》